# براندون بينيت
براندون بينيت (بالإنجليزية: Brandon Bennett)‏ هو لاعب كرة قدم أمريكية أمريكي، ولد في 3 فبراير 1973 في غرينفيل في الولايات المتحدة.

## وصلات خارجية
- براندون بينيت على موقع مرجع كرة القدم المحترفة.كوم (الإنجليزية)